# Орган Кертиса
Орга́н Кертиса (англ. Curtis Organ) — орган, названный в честь американского издателя Сайруса Кертиса.

## История
Является одним из самых больших органов в США, состоящим из 10 731 трубы, а также 22-м по величине трубным органом в мире. Был изготовлен компанией Austin Organ Company под названием «Opus 1416» в 1926 году для международной выставки Sesquicentennial Exposition в Филадельфии
После окончания выставки её активы были проданы на аукционе, где Кертис приобрел этот инструмент и подарил его Пенсильванскому университету. Орган был установлен в концертном зале Irvine Auditorium университетского кампуса во время его строительства.
Механическая часть органа была обновлена в 1950-х годах благодаря щедрости Мэри Луизы Кертис — дочери Сайруса Кертиса и основателя Музыкального института Кертиса. В конце 1980-х — начале 1990-х годов орган был подключен к MIDI-устройству, что сделало его в то время крупнейшим в мире инструментом с поддержкой MIDI-интерфейса. Позже компания Austin Organs провела полную реставрацию органа (с добавлением новой консоли и релейной системы), тщательно сохранив тональную целостность органа.